# Bộ Bưu chính Viễn thông (Campuchia)
Bộ Bưu chính Viễn thông (tiếng Khmer: ក្រសួងប្រៃសណីយ៍ និងទូរគមនាគមន៍) là bộ của chính phủ Campuchia chuyên quản lý hệ thống bưu chính và viễn thông của Campuchia. Bộ này đặt trụ sở tại Phnôm Pênh.
Telecom Cambodia và Camnet Internet Service, nhà khai thác viễn thông và nhà cung cấp dịch vụ internet chính của Campuchia, hoạt động dưới sự quản lý của Bộ này.
Văn phòng chính được đặt tại địa điểm cũ của Nhà thờ chính tòa Phnôm Pênh vốn là nơi từng bị Khmer Đỏ phá hủy vào năm 1975.

## Phòng ban
Cơ quan ban ngành trực thuộc Bộ này bao gồm:
- Cục Bưu điện
- Cục Viễn thông Quốc tế
- Cục Viễn thông Nội địa
- Vụ Thanh tra
- Vụ Tài chính và Kế hoạch
- Vụ Quản lý Tần số và Cấp phép